# 日本盛
日本盛株式会社（にほんさかり、Nihonsakari Co.,Ltd. ）は、本社を兵庫県西宮市用海町に置く、日本の酒造会社、ならびに同社が発売する酒造ブランドである。
灘五郷の一角を担うメーカーで、大関、白鹿などと並ぶ、日本酒の一大産地西宮市の酒造メーカー。日本酒の生産技術で培われたノウハウを生かし、「米ぬか美人シリーズ」などの化粧品事業や健康食品事業などの分野にも進出している。
ブランドステートメントは「もっと、美味しく、美しく。」。

## 沿革
- 1888年（明治21年） - 青年有為会が発足。
- 1889年（明治22年） - 西宮企業会社を設立[3]
- 1893年（明治26年） - 株式会社に変更[3]。
- 1896年（明治29年） - 西宮酒造株式会社に改称する[3]。営業の目的は「酒類製造売買及び精米製樽樽丸売買」[4][5]。
- 1897年（明治30年） - 日本盛の商標を譲受登し、「日本盛」印、「惣花」印で初出荷。
- 1913年（大正2年） - 宮内庁御用酒「惣花」の詰元となる。
- 1915年（大正4年） - 大正天皇の即位式に、「日本盛」が御用酒として納入される。その後、1928年（昭和3年）に昭和天皇の即位式の時も御用酒として納入される[6]。
- 1936年（昭和11年） - 大阪市に「日本盛酒坊」を開設。
- 1945年（昭和20年） - 戦災で、建物の90%を消失にともない、醸造期までに1蔵を急造する。
- 1953年（昭和28年） - 東京駅名店街に「酒坊日本盛」を開店。
- 1965年（昭和40年） - 社旗、社章を制定。
- 1980年（昭和45年） - 新製品PET容器詰清酒を業界で初めて発売した[6]。
- 1983年（昭和53年） - 焼酎製造免許を取得、焼酎製造にも進出。
- 1987年（昭和62年） - 「米ぬか美人」洗顔料を発売、化粧品業界に進出。
- 1989年（平成元年） - 創業100年を迎える。
- 1995年（平成7年） - 阪神・淡路大震災により本社の施設が被害を受ける。
- 2000年（平成12年） - 創業111年を機に社名を日本盛株式会社に変更[3]。また、「日本盛酒蔵通り煉瓦館」を開業。
- 2009年（平成21年） - 創業120年を機に、「もっと、美味しく、美しく。」をブランドメッセージとして制定。

## 歴代社長
紅野善三郎

有岡太一郎

森本甚兵衛

伊藤米蔵

伊藤保平

伊藤精三

森本省三

八馬理

森本直樹

森本太郎

## 事業所
本社・工場・近畿支店
〒662-8521 兵庫県西宮市用海町4-57
札幌営業所
〒064-0807  北海道札幌市中央区南7条西2-1-3 リバーサイドビル5階501号室
仙台営業所
〒980-0014  宮城県仙台市青葉区本町2-1-8 第一広瀬ビル5階
東京支店
〒104-0033 東京都中央区新川2-12-15 ヒューリック八丁堀ビル8階
東海支店
〒422-8043 静岡県静岡市駿河区中田本町17-10 鈴木ビル2階208号室
名古屋営業所
〒460-0008  愛知県名古屋市中区栄1-15-6 サカエ・ミヤシタビル１階
福岡営業所
〒812-0042  福岡県福岡市博多区豊1-5-13 福岡NSビル508号室

## 商品

### 日本酒
- 日本盛
  - 惣花（純米吟醸）
  - 晩酌
    - 晩酌・晩酌 辛口・晩酌 香り生貯蔵酒

  - 糖質ゼロプリン体ゼロ
  - 300mlカップ商品
    - 超盛・生貯蔵酒300しぼりたて

  - 上撰サケパックシリーズ
  - すきっと冷酒（春・夏限定）
  - 飲食店専用商品
    - 灘の粋・おおさか盛（大阪府限定）
    - 2017年のプロ野球シーズンから、阪神甲子園球場のスタンドで「しぼりたて生原酒」のサーバー売りを実施している。

  - 灘の生一本純米酒

### ライスワイン
- セボンクール ※1977年発売。宣伝ではライスワインとして紹介されたが正式には低濃度清酒のひとつである。現在は販売せず[7]。

### リキュール類
- サムライロック
- 梅酒

### 化粧品・健康食品
- 米ぬか美人（化粧品シリーズ）
- NS-K（化粧品シリーズ）
- 植物生まれの酵素
- 甘酒（例：もち麦と糀のけんこう甘酒[8]）
- すっぽん高麗人参（ほかサプリメント）など

## 受賞歴
全国新酒鑑評会
平成14酒造年 - 29酒造年
- 「日本盛」金賞受賞 - 平成29年受賞

## CM
キャッチコピーは「日本盛はよいお酒」。1961年から放送され、のぶひろし（五木寛之）が作詞した。「サカリちゃんの歌」の曲名でペギー葉山が歌ったフルコーラスバージョンが2019年発売のCD『五木寛之作詞作品集　歌いながら歩いてきた 歌謡曲から童謡、CMソング、合唱曲まで』に収録されている。1980年代から旧・大阪中央郵便局近くのビルの屋上に横長のネオンサインを設置していた（JR神戸線の車窓から見ることができた）。かつてはこのネオンサインにカップ酒や、横を向いた徳利が笑っているなどのマークも入っていた。
CM出演者
※放送年順。
- 千葉真一（1970 - 1971年） - 日本盛 ※CMディレクターは大林宣彦
- 長門裕之・南田洋子夫妻（1971年）
- リンダ・カーター（1979年）※ライスワイン『セボンクール』[10]
- 秋吉久美子（1988年）
- 小金沢昇司（1993年） ※CMソング「人生のそこかしこに」（水野有平が作詞作曲）を小金沢が歌唱。
- 浜村淳（2009年）
- かつみ♥さゆり（2010年） - 米ぬか美人 ※通販CM
- 植木等
- 桂歌丸
- 桂三枝
- 小山正明 - 燗一発
- 三遊亭小圓遊
- 高見盛
- 武田鉄矢
- 寺島進 - 晩酌
- ハイヒールリンゴ - 米ぬか美人
- ペギー葉山
- 森田公一とトップギャラン
- 山村聡

## スポンサー番組
2007年4月からの提供番組は文化放送「大竹まこと ゴールデンラジオ!」の13:30手前（月・水・金）と「玉川美沙 たまなび」内「なるほど番長」16:35頃（火・木）、「吉田照美 ソコダイジナトコ」内8:19頃のスポット（月 - 金曜）である（2008年3月31日をもって関東地区でのラジオCMの放送は一時中断している）。
過去にスポンサーであったのは文化放送「吉田照美のやる気MANMAN!」（2007年3月30日で番組終了）内での、「やっぱり危ない 照美の小部屋」（月 - 金曜13:25頃）1992年9月以前は14:25頃 - の「おっと危ない 照美倶楽部」の提供クレジット直後のCM枠の提供だった。
かつてはNRN系全国ネットラジオナイターのスポンサーやABCラジオでミニ番組を放送していた時期もあったが、このほかラジオ日本土曜競馬実況中継（ラジオ日本日曜競馬実況中継）の番組スポンサーでもある（主に夏場は冷酒が中心だが、秋 - 春は晩酌やキャンペーン告知を中心に流している）。
テレビではレギュラースポンサーが少ない（スポットや期末期首期の特番提供がほとんど）。また、「メイト・7」や「チャレンジショー」（両番組とも毎日放送）の1社提供や「びっくり日本新記録」（よみうりテレビ）や「新伍のワガママ大百科」（毎日放送・1993年1月から3月まで）などテレビ番組のスポンサーだった事もある。
また朝日放送とも長きにわたって関係があり、頻繁ではないものの系列衛星放送チャンネル「スカイ・A」でCMを放送している。一方、毎日放送（MBSラジオ）の『ありがとう浜村淳です』では浜村淳本人による生CMが流れている。更に白黒放送の時代に「サカリちゃんの天気予報」というミニ番組もあり公式サイトで視聴できる。翌2011年3月末まで半年間の期間限定であり、同年10月からも同様。季節提供では過去度々あったものも、レギュラースポンサーでの番組提供は上記の「ワガママ大百科」以来、実に17年半ぶりの番組提供である。なお、年末年始では同じテレビ朝日系「ミュージックステーションスーパーライブ」などに提供を差し替える。また、「吉田類の酒場放浪記」（BS-TBS）にも提供していた。

## 役員
西宮酒造の役員は以下の通りである。

### 『日本全国諸会社役員録 明治32年』
- 社長・森本甚兵衛[5]
- 取締役・大村太右衛門、紅野善三郎、伊藤米蔵[5]
- 監査役・有岡太一郎、初代八馬兼介[5]

### 『日本全国諸会社役員録 明治35年』
- 社長・森本甚兵衛[4]
- 常務取締役・伊藤米蔵[4]
- 取締役・大村太右衛門、紅野善三郎[4]
- 監査役・初代八馬兼介、飯田壽作[4]

### 『西宮現勢史』
- 取締役社長・伊藤保平[13]
- 取締役・飯田壽作[13]
- 支配人・河南鶴之助[13]
- 監査役・八馬永蔵[13]（初代八馬兼介の養子）[14]

### 『日本全国諸会社役員録 第30回』
- 社長・伊藤保平[15]
- 常務取締役・河南鶴之助[15]
- 取締役・飯田壽作[15]
- 監査役・紅野政次[15]、三代八馬兼介（八馬永蔵の長男）[16]

### 『日本全国諸会社役員録 第40回』
- 社長・伊藤保平[17]
- 常務取締役・河南鶴之助[17]
- 取締役・森本甚兵衛[17]
- 監査役・紅野善三郎、三代八馬兼介[17]
- 支配人・細井和一[17]

### その他
- 八馬財閥一族の八馬眞治が監査役を、八馬理が社長を務めた。